# Катлін Маклауд
Катлін Маклауд (англ. Kathleen MacLeod, 23 жовтня 1986) — австралійська баскетболістка, олімпійська медалістка.

## Виступи на Олімпіадах
| Олімпіада   | Дисципліна | Місце |
| ----------- | ---------- | ----- |
| Лондон 2012 | баскетбол  | 3     |